# Hugo, grof Toursa
Hugo (fra. Hugues; umro 20. listopada 837. u Italiji) bio je franački plemić, grof Toursa i Sensa tijekom vladavina Karla Velikog i Ludovika Pobožnog, sve do godine 828., kada je osramoćen.
Njegova supruga je bila gospa Ava; imali su djecu:
- Ermengarda Turška, kraljica Italije, udana za sina Ludovika Pobožnog, Lotra I.
- Adelajda od Toursa[1]
- Berta[2], spomenuta u povelji Karla Ćelavog iz 868.
- Hugo
- Liutfrido
- Berengar[3]

Hugo je imao mnogo posjeda u Elzasu te je posjedovao i samostan St-Julien-d'Auxerre. U Italiji, njegov zet Lotar učinio ga je vojvodom Locatea.
Hugo je umro u Italiji tijekom epidemije, 837.

## Reference
1. ↑  Miraculis Sancti Germani
2. ↑  Chronico Vezeliacensi
3. ↑  Vita Hludowici Imperatoris (kronika)
4. ↑  Hans J. Hummer, Politics and Power in Early Medieval Europe: Alsace and the Frankish Realm, 600–1000 (Cambridge University Press, 2005)